# Taharahaus (Oettingen)

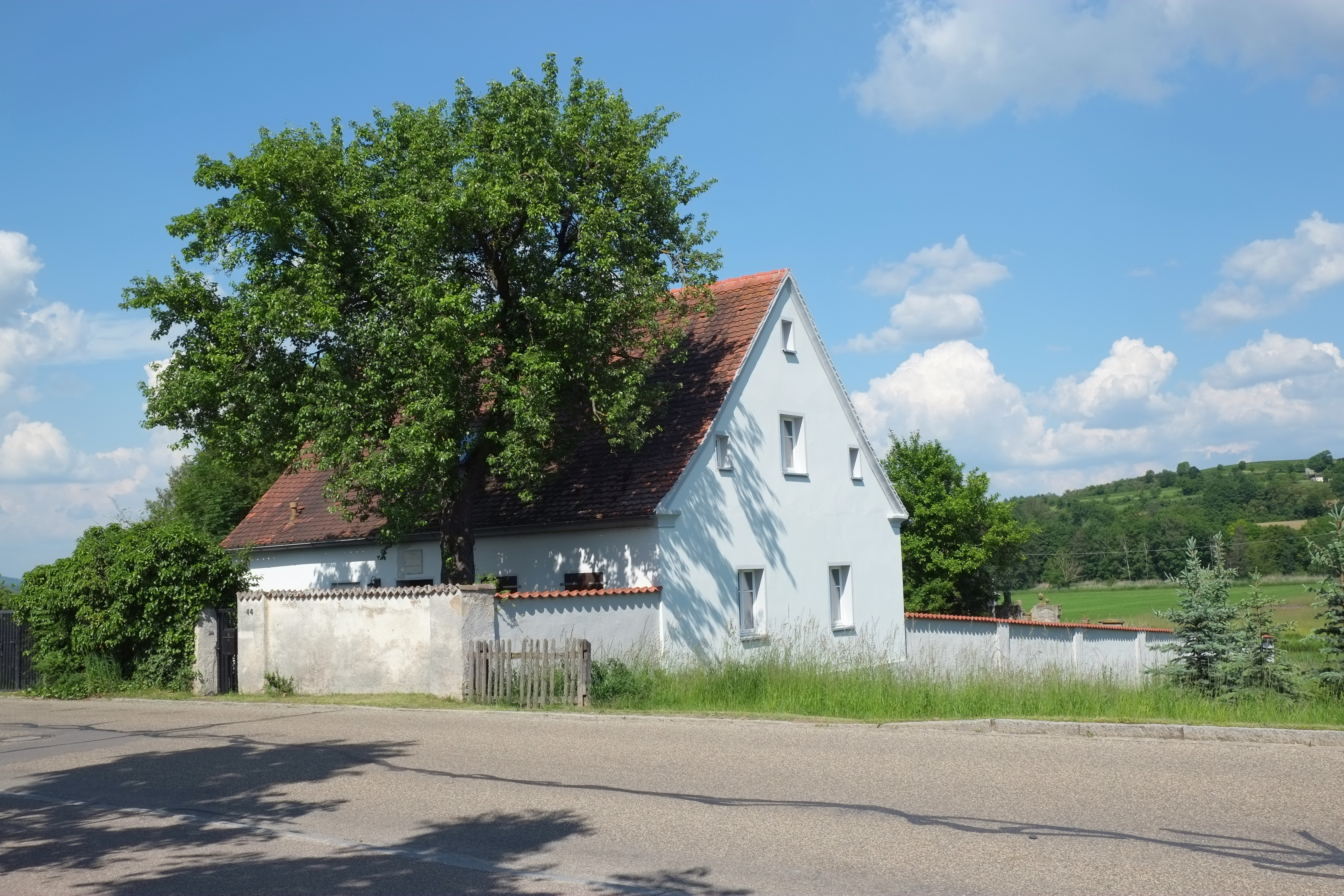
Taharahaus in Oettingen

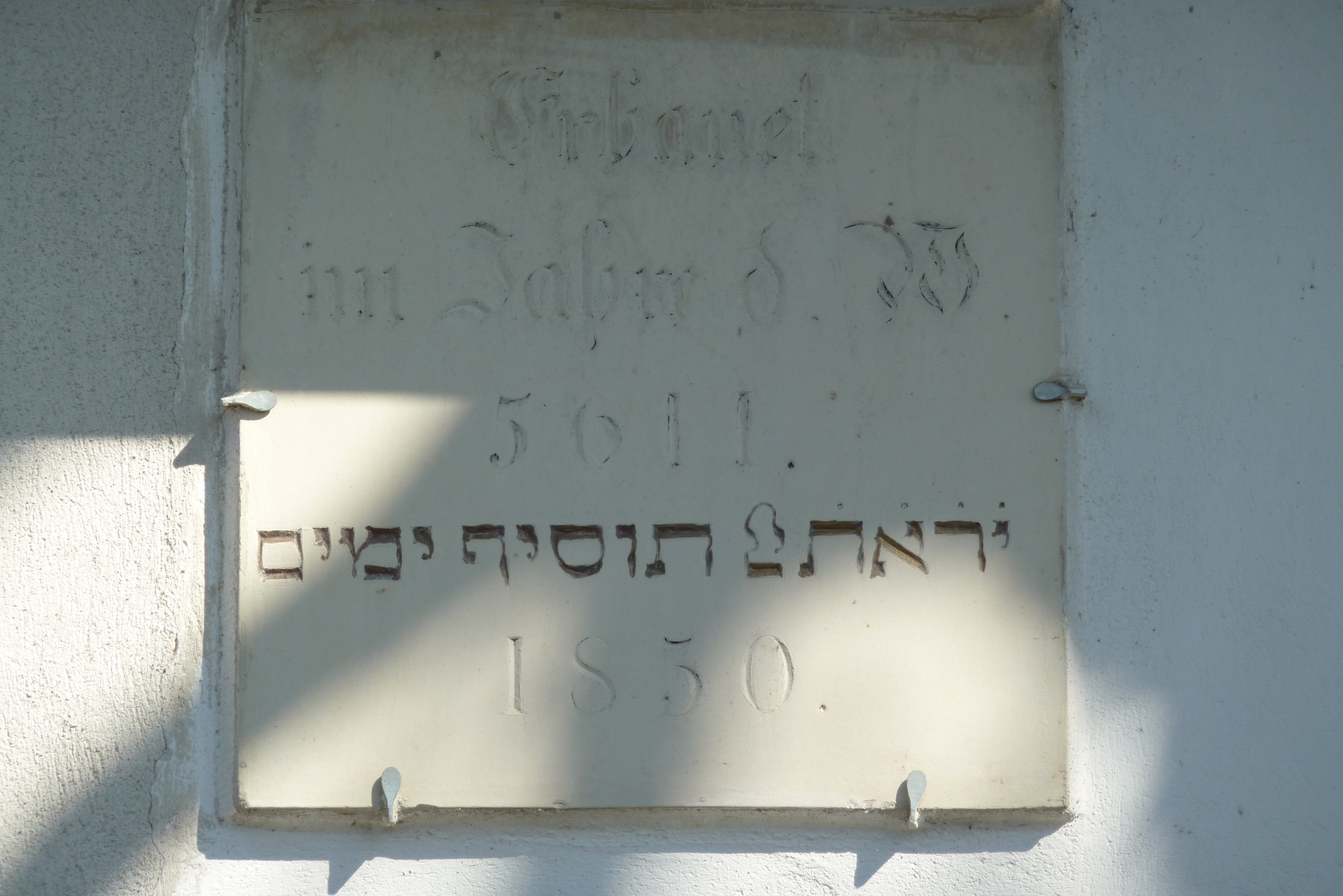
Tafel mit dem Erbauungsjahr 1850

Das Taharahaus auf dem jüdischen Friedhof in Oettingen in Bayern, einer Stadt im schwäbischen Landkreis Donau-Ries, wurde 1850/51 errichtet. Das Taharahaus, an der Straße nach Dornstadt, ist als Teil des Friedhofs ein geschütztes Baudenkmal.

## Beschreibung
Das Taharahaus wurde nach den Plänen des Architekten F. Leitner errichtet. Es diente zugleich als jüdisches Armenhaus. Am Haus ist eine Tafel mit dem Erbauungsjahr angebracht. Ebenso befinden sich am Taharahaus außen Gebete zum rituellen Händewaschen, eine Almosenbüchse (zedaka) sowie eine Gedenktafel.